# Salcha (Alaska)
Pour les articles homonymes, voir Salcha.
Salcha est une census-designated place du Borough de Fairbanks North Star en Alaska aux États-Unis. Sa population était de 1 095 habitants en 2010.
Elle est située à la source de la rivière Salcha, à 53 km de Fairbanks sur la Richardson Highway.
Les températures moyennes vont de −28 °C à −19 °C en janvier, et de 9 °C à 22 °C en juillet.
Le village a été référencé dès 1898 sous le nom de Salchaket, et en 1904 sous celui de Saltshatsheg. Actuellement, c'est une banlieue de Fairbanks où vont travailler une grande partie des habitants. De nombreux attelages de chiens de traineau y sont entraînés pour les compétitions.

## Démographie
| 1980 | 1990 | 2000 | 2010  | - | - |
| ---- | ---- | ---- | ----- | - | - |
| 319  | 354  | 854  | 1 095 | - | - |

### Source
- (en) CIS